# RMS Homeric
O RMS Homeric foi um navio de passageiros operado pela White Star Line. Foi originalmente construído na Alemanha pelos estaleiros da F. Schichau para a Norddeutscher Lloyd sob o nome SS Columbus, possuindo uma embarcação irmã chamada de SS Hindenburg. Sua construção começou em 1912 e foi lançado ao mar em dezembro do ano seguinte, porém sua finalização foi paralisada pela Primeira Guerra Mundial. As obras foram reiniciadas após o conflito e ele foi cedido ao Reino Unido como reparação de guerra, sendo comprado pela White Star Line.
O navio foi renomeado para Homeric e realizou sua viagem inaugural em fevereiro de 1922. Ele não fora projetado para ser rápido, mas sua estabilidade em mares agitados lhe fez muito popular com os passageiros. A embarcação mesmo assim passou por algumas reformas em 1923 que aumentaram sua velocidade máxima em um nó e meio, reduzindo em um dia seu tempo médio de travessia. O Homeric passou a fazer parte da trindade de navios da White Star Line responsáveis por sua rota transatlântica, junto com o RMS Majestic e RMS Olympic.
Os Estados Unidos mudaram suas leis de imigração na década de 1920 e isto deixou o Homeric cada vez menos lucrativo. Ele foi tirado da rota transatlântica em 1932 e colocado exclusivamente como navio de cruzeiro pelo Mar Mediterrâneo, uma das primeiras embarcações do mundo colocada exclusivamente para esse propósito. Sua estabilidade novamente lhe trouxe popularidade, entretanto o negócio de cruzeiros também foi ficando menos rentável na década de 1930. O Homeric acabou aposentado em setembro de 1935, sendo desmontado na Escócia no ano seguinte.